# 나리타 교스케
나리타 교스케(일본어: 成田 恭輔, 1992년 5월 2일 ~ )는 일본의 전 축구 선수이다.

## 구단 경력
과거 SC 사가미하라에서 활동하였다.